# Pavel Rak
Pavel Rak (* 24. listopadu 1939, Praha) je český animátor, ilustrátor, karikaturista, překladatel a esperantista.

## Život

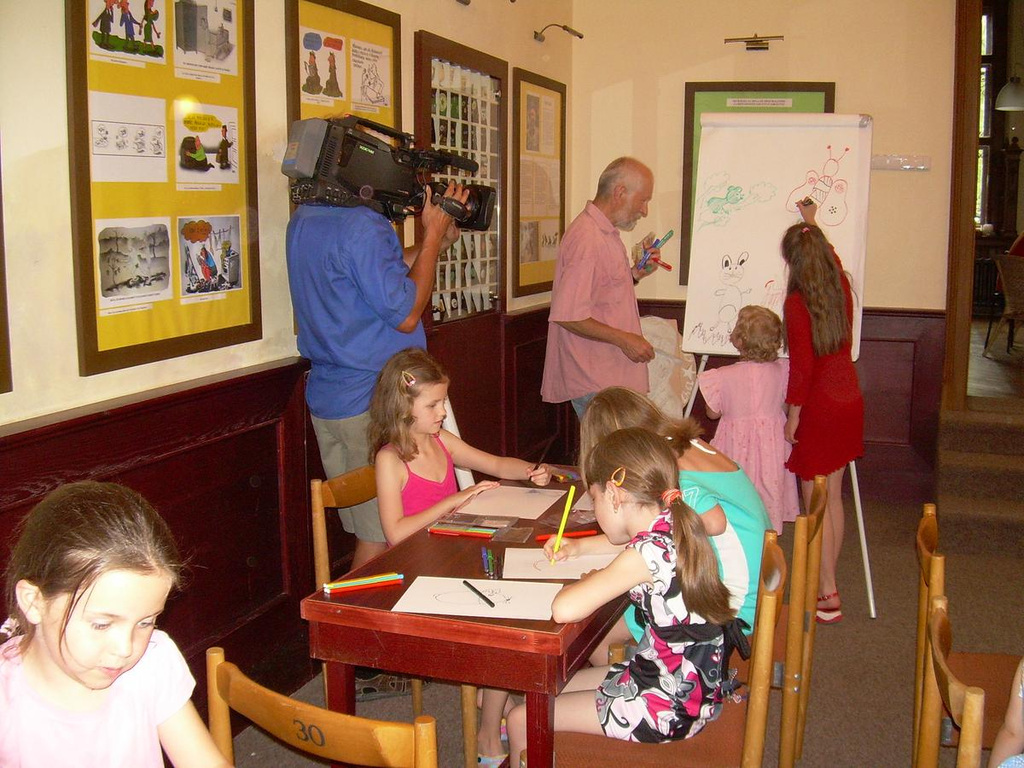
Malování s Pavlem Rakem v rámci vernisáže jeho výstavy v Muzeu esperanta ve Svitavách (2010)

Po studiu jemné mechaniky a optiky u něj zvítězila láska ke kreslení a obdiv k mistrům oboru, jako byli Jiří Trnka, Walt Disney, Sempé, Albert Dubout a jiní. Po absolvování průmyslové školy (1958) pracoval v podniku Meopta Košíře (dříve firma Srb a Štys) jako kontrolor, později nástrojař a nakonec jako konstruktér. V roce 1964 přešel do Krátkého filmu – do Studia loutkového filmu Jiřího Trnky, kde pracoval jako rekvizitář, mechanik a údržbář kamer. V té době se také pokoušel dostat na FAMU a napsal několik námětů na krátké animované filmy. Po invazi vojsk Varšavské smlouvy do Československa se se svojí tehdejší manželkou Alenou rozhodli opustit zemi a na jaře 1969 vycestovali do Kanady. Po návratu do ČSSR (začátkem roku 1972) se Pavel Rak začal zabývat kresleným humorem, ilustrováním a především vysněnou animací (filmů, seriálů, reklam). Nejprve animoval ve studiu Ludvíka Hájka (Krátký film), pak v Československé televizi (HRDM – Hlavní redakce pro děti a mládež, ve studiích v Jindřišské, v Ženských domovech, v Ruzyni), následně ve studiu Milana Horvatoviče a nakonec ve studiu Anima, kde až do odchodu do důchodu animoval večerníčky.
Přispíval do Dikobrazu i dalších časopisů a novin kresleným humorem (např. Květy, Zemědělské noviny, Křížem-Krážem, Tapír). Ilustruje učebnice latiny, francouzštiny, esperanta ad. pro děti i dospělé, často se jeho ilustrace objevují v esperantském časopise pro mládež Juna Amiko (vychází v Budapešti) a v českých i esperantských publikacích vydávaných nakladatelstvím KAVA-PECH v Dobřichovicích. Svými ilustracemi doplnil i lyrickou poezii básnířky Eli Urbanové. Dále se věnuje komiksové tvorbě pro děti. Kreslené seriály publikoval např. v časopise Čtyřlístek (v roce 1977: Jak se Míša klouzal, v č. 60), v časopise Moje pastelka (v ročníku 1997/1998: Jak Míša nic nedělal, v č. 10–15; Jak si Míša koupil med, v č. 16–21).
Ukázky z jeho celoživotního díla byly od 12. června 2010 do 3. června 2011 představeny v rámci autorské výstavy „Kreslený humor Pavla Raka“ v Muzeu esperanta ve Svitavách.
Od roku 2025 je členem České unie karikaturistů (ČUK).

## Animované filmy a seriály

### Autor námětu
- Schody (Krátký film, režie a výtvarník Eduard Hofman)
- Ryba (Krátký film, režie a výtvarník Vladimír Lehký)
- Balíčky (Krátký film, režie a výtvarník Václav Bedřich)

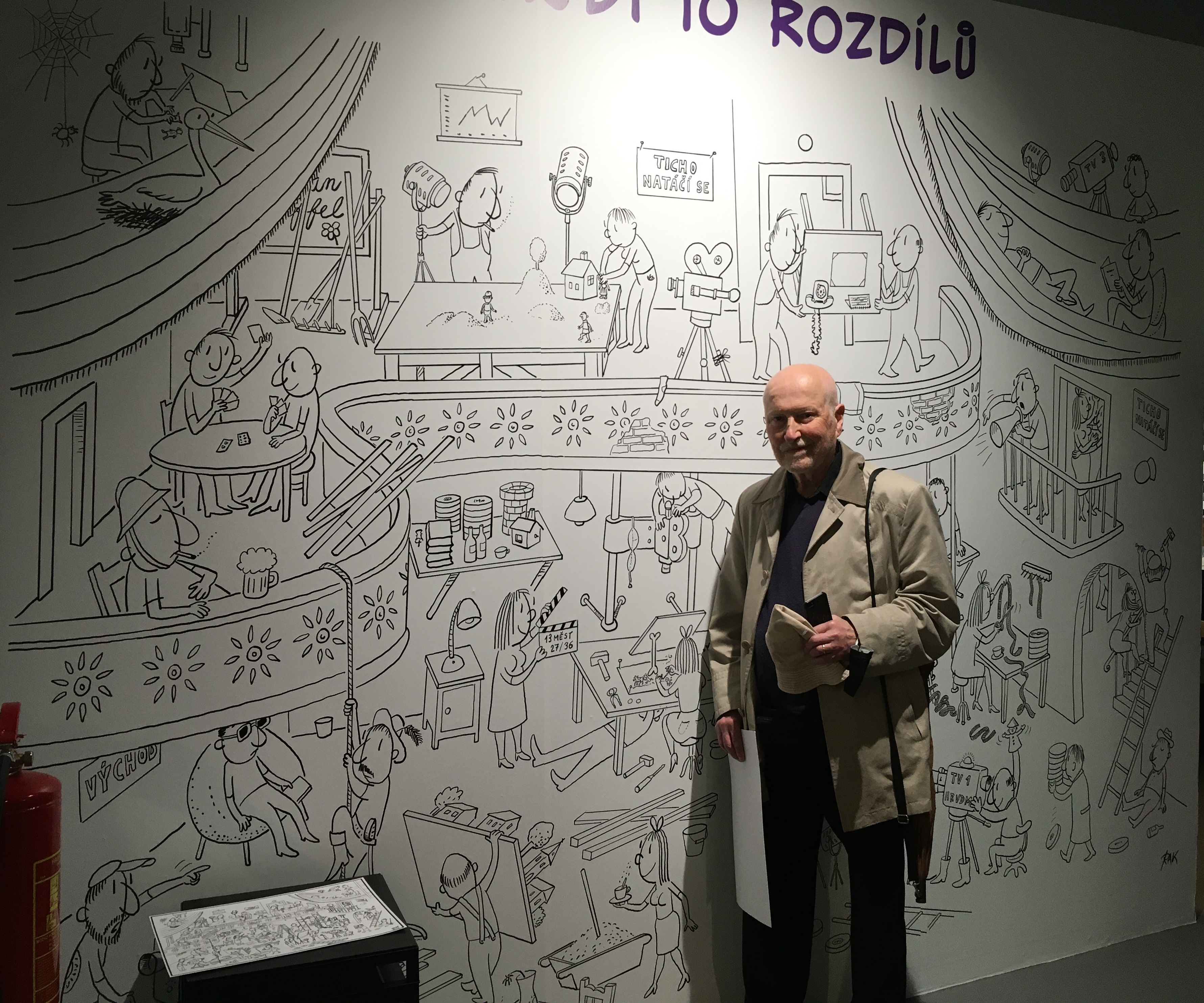
Pavel Rak před svou zvětšenou kresbou televizního studia v bývalém divadle Máj, kde se točily večerníčky (2023)

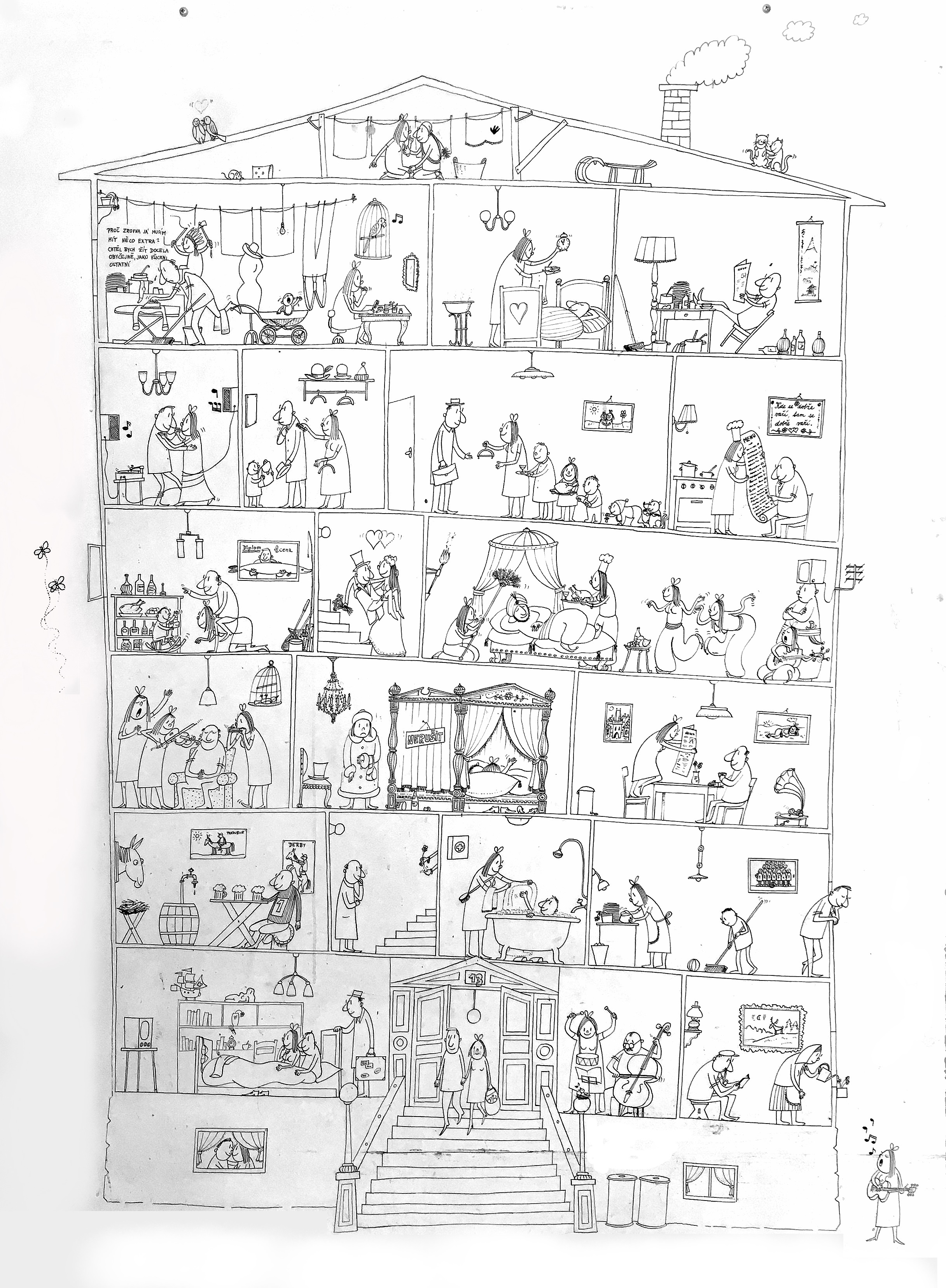
Bytový dům – Opus magnum (vrcholné dílo) Pavla Raka (1983)

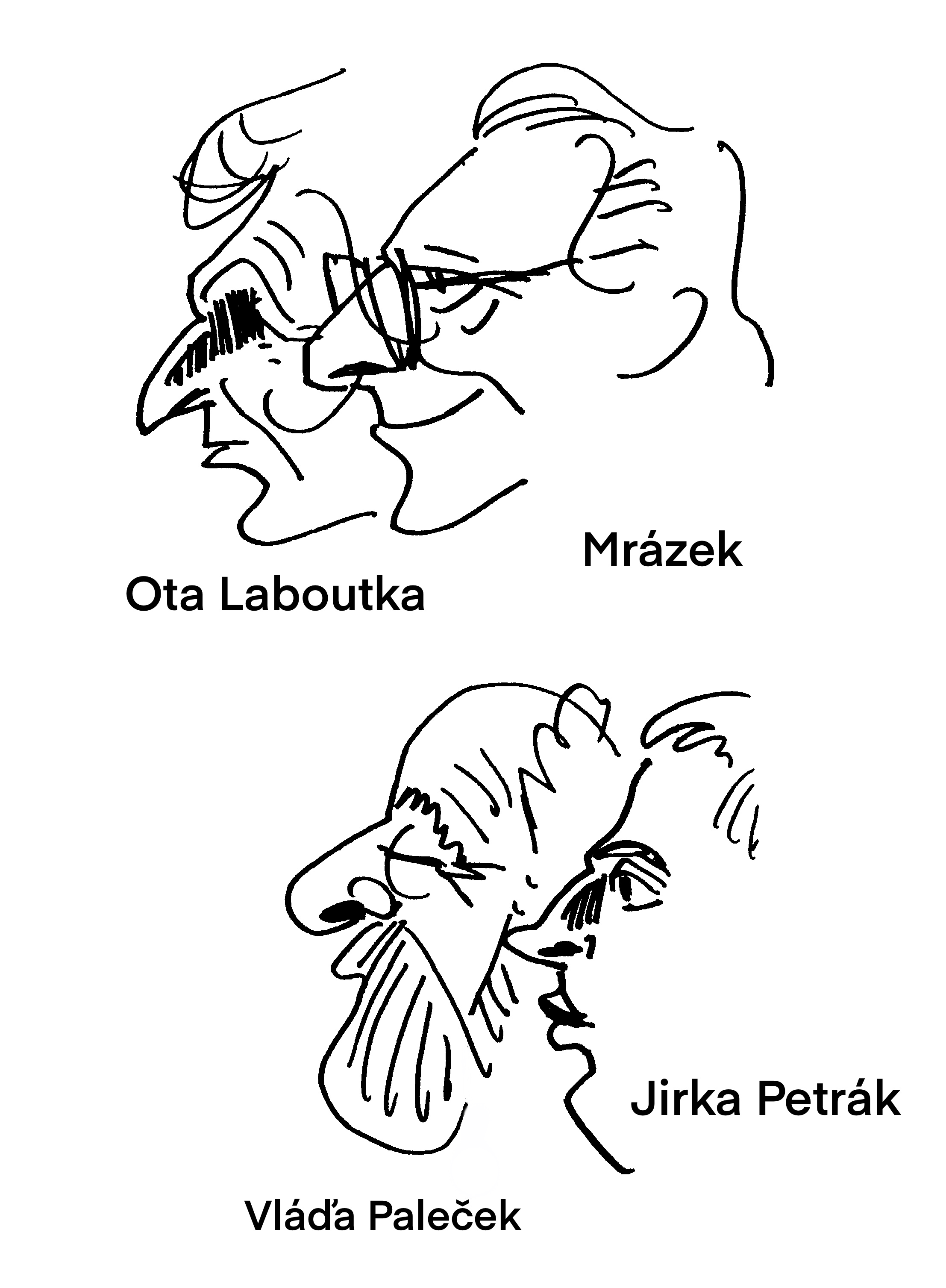
Karikatury kolegů humoristů z časopisu Dikobraz

### Animátor (výběr)
(V následujícím výčtu nejsou uvedena jména dalších animátorů, kteří se na animaci filmových děl podíleli, a u večerníčků není uvedeno, na animování kolika dílů seriálu se Pavel Rak podílel.)
- Perseus (Krátký film, režie Ludvík Hájek, výtvarníci Daniela Benešová, Karel Beneš)
- Eros a Psyché (Krátký film, režie Ludvík Hájek, výtvarník Stanislav Remeš)
- Erotovy šípy (Krátký film, režie Ludvík Hájek, výtvarník Stanislav Remeš)
- Lužickosrbské bajky (večerníček, Studio Československé televize, režie Eduard Hofman, výtvarník Josef Lada, výtvarná realizace Josef Tokstein, Marcela Walterová-Baranová)
- Dobrodružstvá kapitána Kuka (večerníček, studio Milana Horvatoviče, režie Milan Horvatovič, výtvarník Radek Pilař)
- Pepík a Klapík (večerníček, Studio Československé televize, režie Eduard Hofman, výtvarník Miloš Nesvadba)
- Péťa a vlk (Studio Československé televize, režie Eduard Hofman, výtvarník Michael Romberg)
- Bubetka a Smítko (večerníček, Studio Československé televize, režie Svatava Simonová, výtvarník Miloš Nesvadba)
- Pohádky z dalekých zemí (večerníček, Studio Československé televize, režie František Mikeš, výtvarnici Marcela Halousková, Cyril Bouda, Josef Liesler, Ivo Houf a další)
- Pohádky opeřeného hada (večerníček, Krátký film, režie a výtvarník Stanislav Remeš)
- Pět draků vodáků (večerníček, Krátký film, režie a výtvarník Stanislav Remeš)
- Očko a Uško (večerníček, studio Milana Horvatoviče, režie Milan Horvatovič, výtvarník Jiří Kalousek)
- Moreplavci (večerníček, studio Milana Horvatoviče, režie Milan Horvatovič, výtvarník Jiří Kalousek)
- Japonské rozprávky (večerníček, studio Milana Horvatoviče, režie Milan Horvatovič, výtvarnice Marcela Halousková)
- Kapitán a jeho kuchár (večerníček, studio Milana Horvatoviče, režie Milan Horvatovič, výtvarnice Marcela Halousková)
- Ferko a Ambróz (večerníček, studio Milana Horvatoviče, režie Milan Horvatovič, výtvarník Gabriel Filcík)
- Kapitán Cook (studio Milana Horvatoviče, režie Milan Horvatovič, výtvarnice Marcela Halousková)
- Najkrajšia loď (studio Milana Horvatoviče, režie Milan Horvatovič, výtvarník Jiří Kalousek)
- Rozprávky z krajiny vychádzajúceho slnka (večerníček, studio Milana Horvatoviče, režie Milan Horvatovič, výtvarnice Marcela Halousková)
- Zuzka a jej kamaráti (večerníček, studio Milana Horvatoviče, režie Milan Horvatovič, výtvarník Zdeněk Smetana)
- Princeznine zásnuby (studio Milana Horvatoviče, režie Milan Horvatovič, výtvarník Radek Pilař)
- Modrá planéta (večerníček, studio Milana Horvatoviče, režie Milan Horvatovič, výtvarnice Marcela Halousková)
- Myši na scénu (večerníček, studio Anima, režie Josef Lamka, výtvarnice Marcela Halousková)
- Tút (večerníček, studio Anima, režie Josef Lamka, výtvarnice Eva Šedivá)
- Medvedie vajíčko (večerníček, studio Anima, režie Josef Lamka, výtvarník Josef Kremláček)
- O kohútikovi a sliepočke (večerníček, studio Anima, režie Nataša Boháčková, výtvarník Stanislav Duda)
- My tři braši od muziky (večerníček, studio Anima, režie Nataša Boháčková, výtvarník Stanislav Duda)
- Pat a Mat (večerníček, studio Anima, režie Vlasta Pospíšilová, Josef Lamka, výtvarníci Lubomír Beneš, Vladimír Jiránek)
- Matylda (večerníček, studio Anima, režie Josef Lamka, výtvarnice Eva Sýkorová-Pekárková)
- Čtyři uši na mezi (večerníček, studio Anima, režie Nataša Boháčková, výtvarnice Vlasta Baránková)
- Inspektor Fousek na stopě (večerníček, studio Anima, režie Josef Lamka, výtvarnice Eva Sýkorová-Pekárková)

## Překlady z angličtiny
- Sven Hassel: Legie prokletých (1984, 2002, 2007, 2016)
- Michael Connelly: Básník (2001, přeložili Alena Raková a Pavel Rak)
- Michael Connelly: Temnější než noc (2002, 2004, přeložili Alena Raková a Pavel Rak)
- Michael Connelly: Zrádný měsíc (2000, 2002, přeložili Alena Raková a Pavel Rak)

## Samostatné publikace a spoluautorství
- Pavel Rak: Kreslený humor 1; 2 / Desegnita humuro 1; 2 / Cartoon Humour 1; 2 / Humor mit dem Zeichenstift 1; 2, nakl. KAVA-PECH, 2009, 2021[13][14]
- Sabine Fiedler, Pavel Rak: Ilustrita Frazeologio, nakl. KAVA-PECH, 2004 (1. vyd.), 2009 (2. vyd.)
- Pavel Rak: Abertamské omalovánky / Aberthamer Malbuch / Abertamy Colouring book, 2009[15]
- Pavel Rak: Abertamské pexeso / Aberthamer Memory-Spiel / Abertamy Memory Game, 2009
- Pavel Rak: Pozor! Nebezpečí na síti! (plakát, 2003)
- Kolektiv autorů: 100× o láske, nakl. Smena, Lidové nakladatelství, Mladá fronta, Naše vojsko, 1989

## Díla ilustrovaná Pavlem Rakem

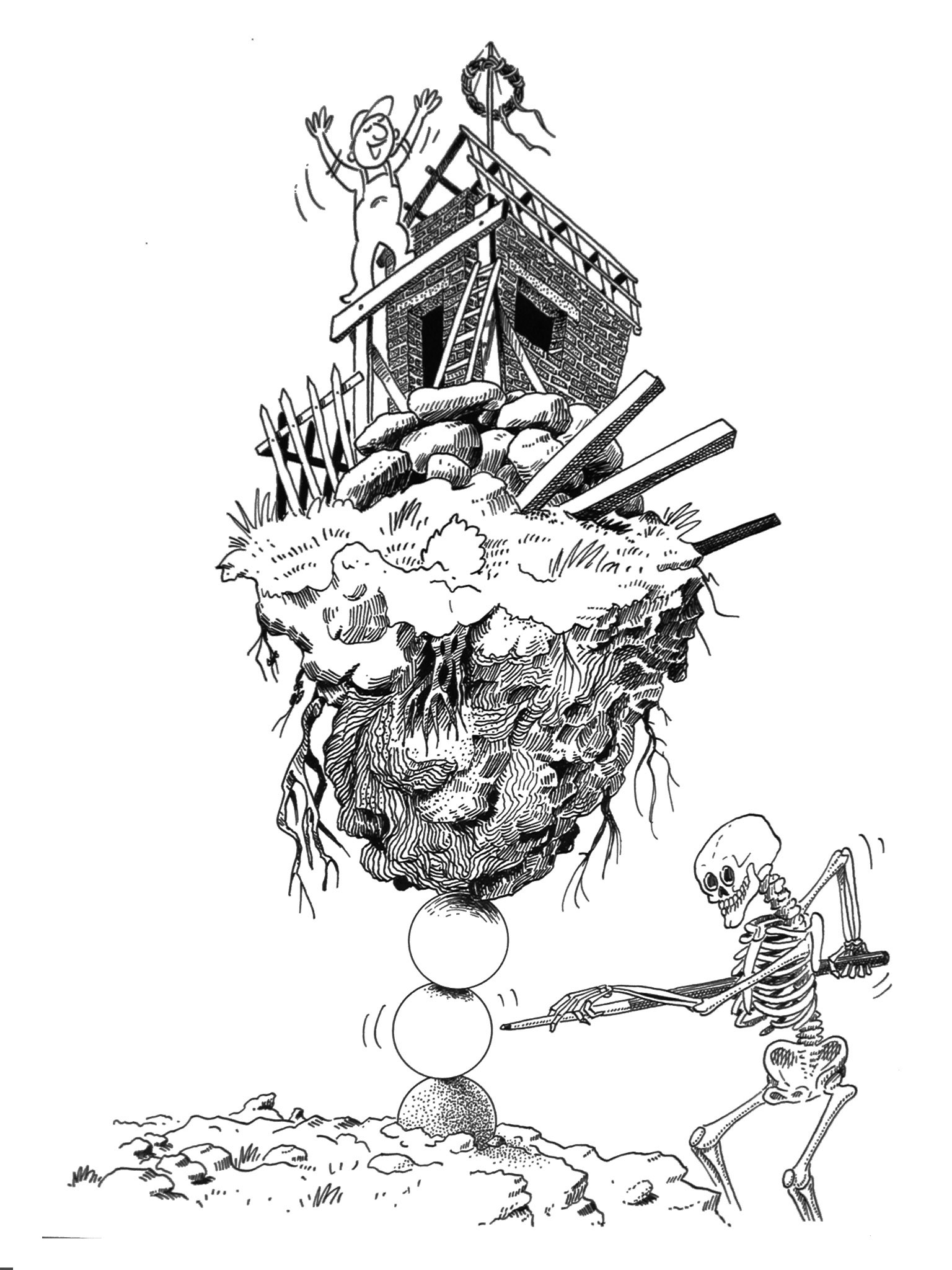
Glajcha

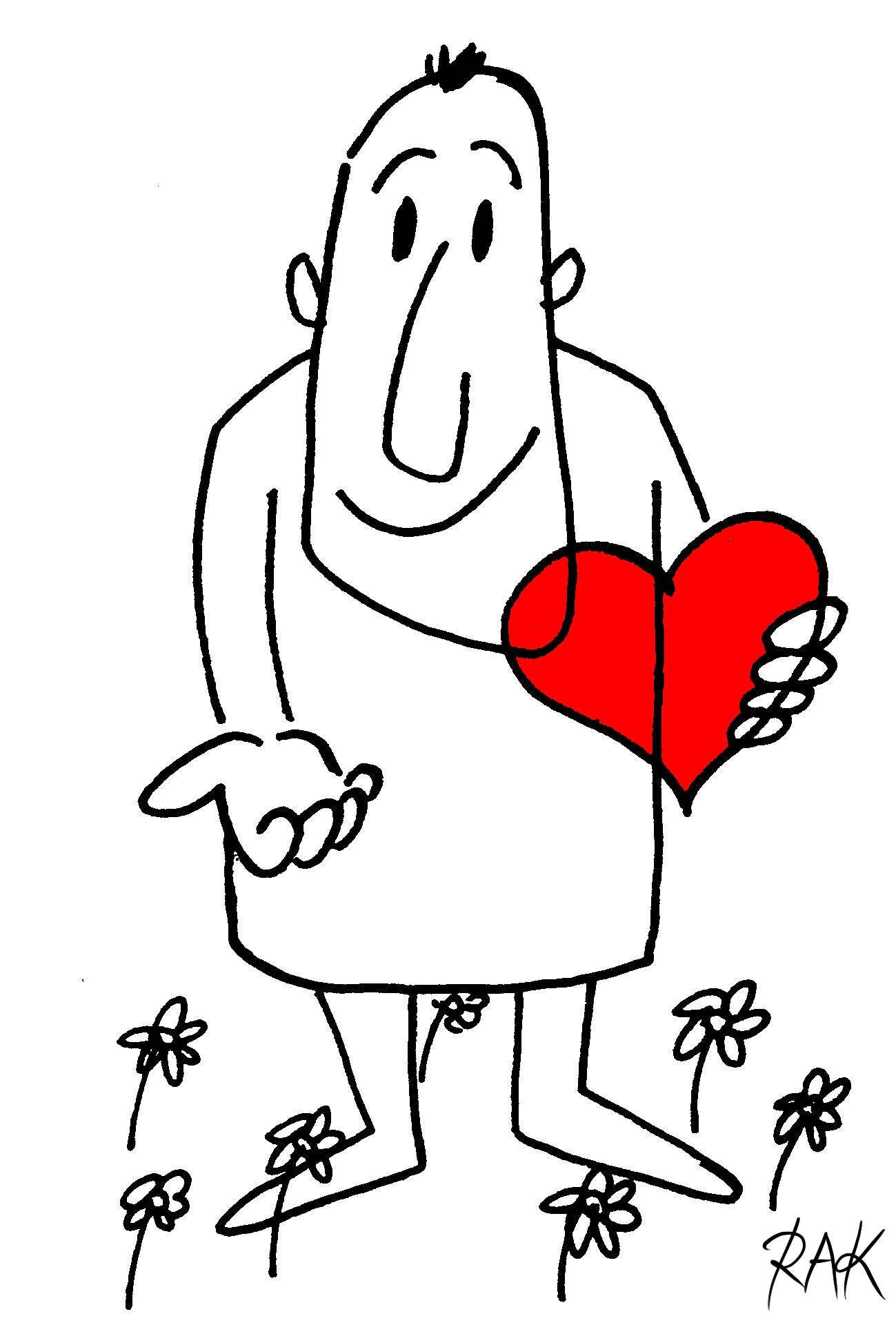
Upřímnost

### V češtině
- Řešení gama (Jaroslav Brodský, nakl. Frank Vedrina – New York, 1970, obálka Alena a Pavel Rakovi)
- Králík a drůbež (Antonín Nestával, nakl. Práce, 1984)
- Topinky pro každý den (Josef Urban, nakl. Práce, 1985)
- Pestré večeře (Libuše Vlachová, nakl. Práce, 1986)
- Připravujeme těstoviny (Olga Davidová, nakl. Práce, 1987)
- Uzeniny a konzervy v kuchyni (Josef Urban, nakl. Práce, 1989)
- Zastupitelské úřady (Evžen Škňouřil, CWW Publishers, Praha 1992)
- (Ne)máte peníze – co s tím?: slabikář rodinných financí (Eva Martínková, nakl. FRAGMENT, 2003)
- Poslední kubánské pomeranče (Petra Klabouchová, nakl. KAVA-PECH, 2006)
- 25 veselých historek z Abertam / 25 heitere Geschichten aus Abertham (Alexander Wüst, nakl. KAVA-PECH, 2007, 2022)
- Člověk mluvící: řečníci bez tribuny čtením i poslechem (Jiří Kraus a kol., nakl. LEDA, 2011)
- Arne, syn náčelníka: vyprávění z časů vikingů (Leif Nordenstorm, nakl. KAVA-PECH, 2013)
- Nikdy nelijte okurky do záchodu aneb Pohádky z puškvorcových semínek pro malé, střední i velké (Jiří Drška, nakl. KAVA-PECH, 2017)
- Proč se ženy rozvádějí? (Vladimíra Škarvadová, nakl. Akcent, Drahomír Rybníček, 2017)
- Aforismy pro dny všední i sváteční (Lech Przeczek, Patricie Holečková, nakl. Akcent, Drahomír Rybníček, 2017)
- Obrázkové pohádky pro nejmenší (Drahomír Rybníček, nakl. Akcent, 2019)
- Á propos (Otakar Štanc, Černošice, 2020)
- Epigram 2021: výběr prací z autorské soutěže územního sdružení Syndikátu novinářů Vysočina (kolektiv autorů, Syndikát novinářů České republiky, 2021)
- Farma (Otakar Štanc, Černošice, 2021)
- Bramborová kuchařka: úhrabky, hamty, maltošny (Otakar Štanc, nakl. KAVA-PECH, 2022)

### Jazykové učebnice
- Angličtina pro samouky (Ludmila Kollmannová, nakl. LEDA, 1994)
- Angličtina pre samoukov (Ludmila Kollmannová, nakl. Smaragd, 1997)
- Angličtina pro věčné začátečníky (Ludmila Kollmannová, nakl. LEDA, 2001)
- English Conversation Practice, Anglická konverzace (Vlasta Rejthanová, Věra Urbanová, Vladimír Vařecha, nakl. LEDA, 1999)
- Francouzština pro nejmenší (Alena Tionová, Anne-Marie Ducreux-Páleníčková, nakl. Slovenské pedagogické nakladatelstvo)
- Francouzština pro samouky (Marie Pravdová, Miroslav Pravda, nakl. LEDA, 1995)
- Francouzština pro začátečníky – Le Français pour vous (Marie Pravdová, nakl. LEDA, 1999)
- Говорите по-русски, ruská konverzace (Dagmar Brčáková, Veronika Mistrová, Natalia Arapova, nakl. LEDA, 2000)
- Latina pro gymnázia (Jiří Pech, nakl. LEDA, 1994, 1996)
- On y va! Francouzština pro střední školy (Jitka Taišlová, nakl. LEDA, 1999)
- Parler tchèque – c'est possible! (Lea Hansch-Šabršulová, nakl. LEDA, 2007)
- Parlons français! Francouzská konverzace pro střední školy a pro praxi (Olga Velíšková, Eva Špinková, nakl. LEDA, 1998)
- Mluvnice francouzštiny / Grammaire du français (Jitka Taišlová, nakl. LEDA, 2002)
- Portugalština (Jaroslava Jindrová, Ludmila Mlýnková, Eva Schalková, nakl. LEDA, 2001)
- Ruský jazyk v kostce: pro střední školy (Radka Hříbková, Antonín Hlaváček, nakl. FRAGMENT, 2004)
- Španělština pro samouky (Libuše Prokopová, nakl. LEDA, 1994)
- Sprechen Lesen Diskutieren (německá konverzace a četba) (Milada Kouřimská, Drahomíra Kettnerová, nakl. LEDA)
- Ruština nejen pro samouky (Věra Nekolová, Irena Camutaliová, Alena Vasiljeva-Lešková, nakl. LEDA, 2002)
- Francouzština nejen pro samouky (Marie Pravdová, nakl. LEDA, 2007)
- Francouzština pro pokročilé samouky (Marie Pravdová, nakl. LEDA, 2012)
- Maďarština nejen pro samouky (Angelika Schreierová, nakl. LEDA, 2012)
- Němčina nejen pro samouky (Alena Nekovářová, nakl. LEDA, 2014)
- Esperanto od A do Z: učebnice pro samouky i kurzy (Petr Chrdle a Stanislava Chrdlová, nakl. KAVA-PECH, 2016, 2018)
- Angličtina pro začátečníky krokovou metodou s autotesty (Ludmila Kollmannová, nakl. LEDA, 2017)
- Němčina pro pokročilé samouky (Alena Nekovářová, nakl. LEDA, 2018)
- Nizozemština nejen pro samouky (Zdenka Hrnčířová, Nienke van de Waal-Krupa, Lena Susan, nakl. LEDA, 2020)
- Italština pro pokročilé samouky (Růžena Hálová, nakl. LEDA, 2022)

### V esperantu
- Zdenko Křimský: Sociologia esploro de sintenoj al Esperanto (Sociologický průzkum postojů k esperantu, 1981)
- Stefan MacGill: La laŭta vekhorloĝo (Hlasitý budík, 1988)
- Stefan MacGill: Najbaroj kaj boroj (Sousedé a boria, 1989)
- Stefan MacGill: Fonetika interpunkcio (Fonetická interpunkce, 1991)
- Stefan MacGill: Tendaraj tagoj 1, 2, 3 (Táborové dny, 1991–1997)
- Vladimír Váňa: Rakontoj ne nur ŝercaj (Povídky nejen žertovné, 2002)
- Stanislava Chrdlová (ed.): Kantoj por ĝojo (Písně pro radost, 2003)
- Eli Urbanová: Rapide pasis la temp' (Rychle uplynul čas, nakl. KAVA-PECH, 2003)
- Petr Chrdle (ed.): Intimaj temoj en la Esperanto-beletro (Intimní náměty v esperantské beletrii, 2005)
- Leif Nordenstorm: Arne, la ĉefido: rakonto el la vikinga epoko (Arne, syn náčelníka: vyprávění z časů vikingů, nakl. KAVA-PECH, 2005, 2012, 2019)
- Angelika Merkelbach-Pinck: Lothringer Märcher: uff Lothringer Platt unn Esperanto / Lorenaj fabeloj: en la loren-germana kaj Esperanto (Lotrinské pohádky: v lotrinštině a esperantu, nakl. KAVA-PECH, 2018)
- Hannes Larsson: 700 limerikoj (700 limeriků, nakl. KAVA-PECH, 2020)

## Galerie kreslených vtipů

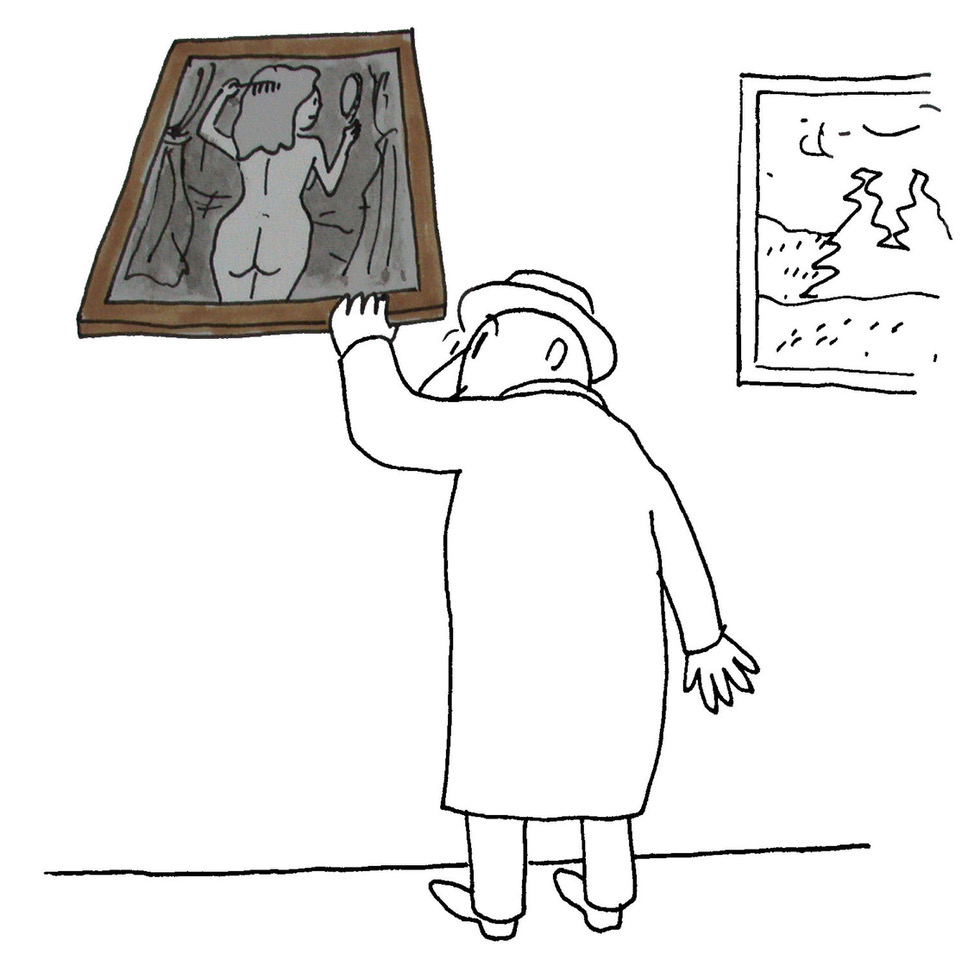
Akt
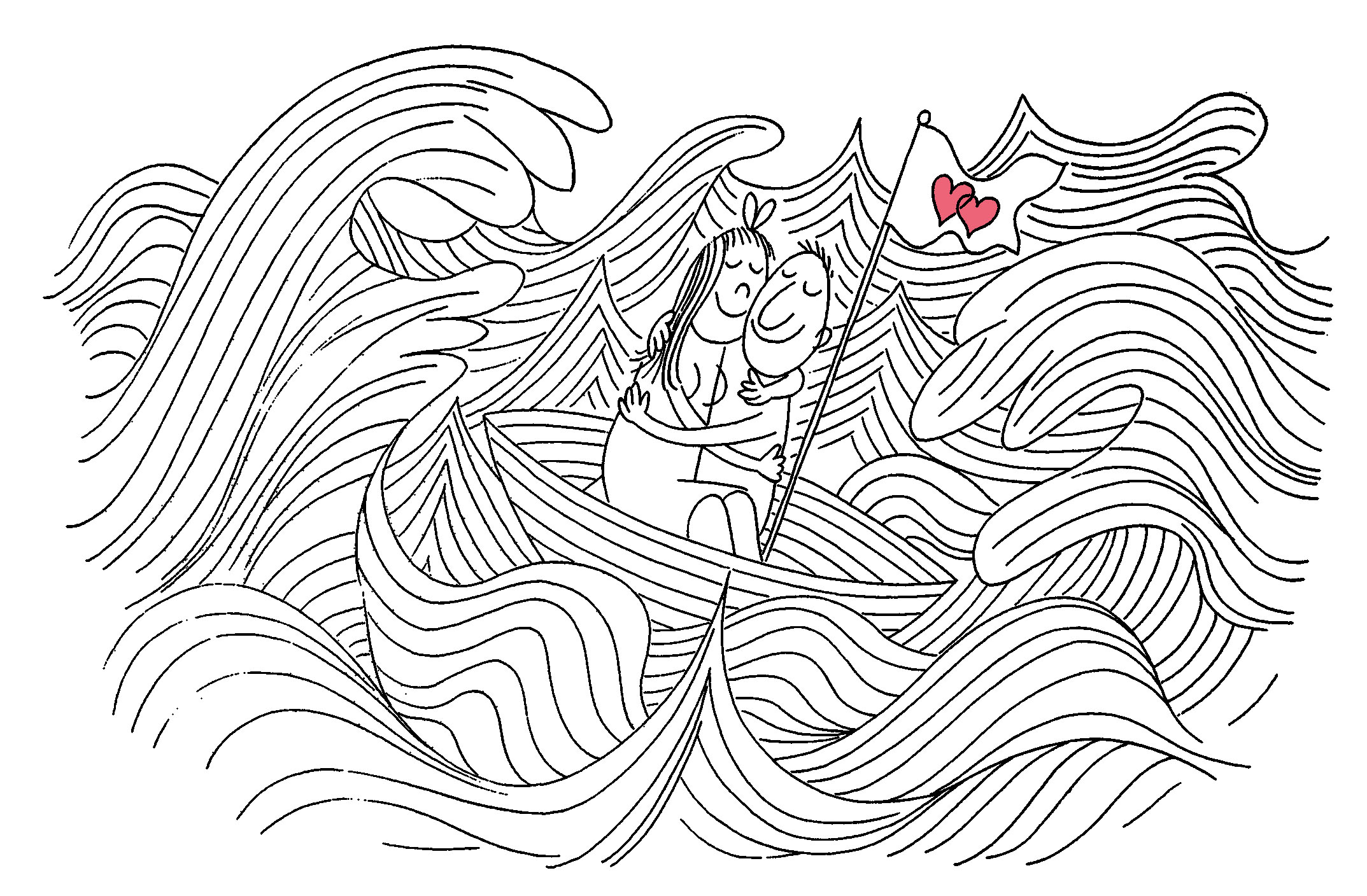
Láska
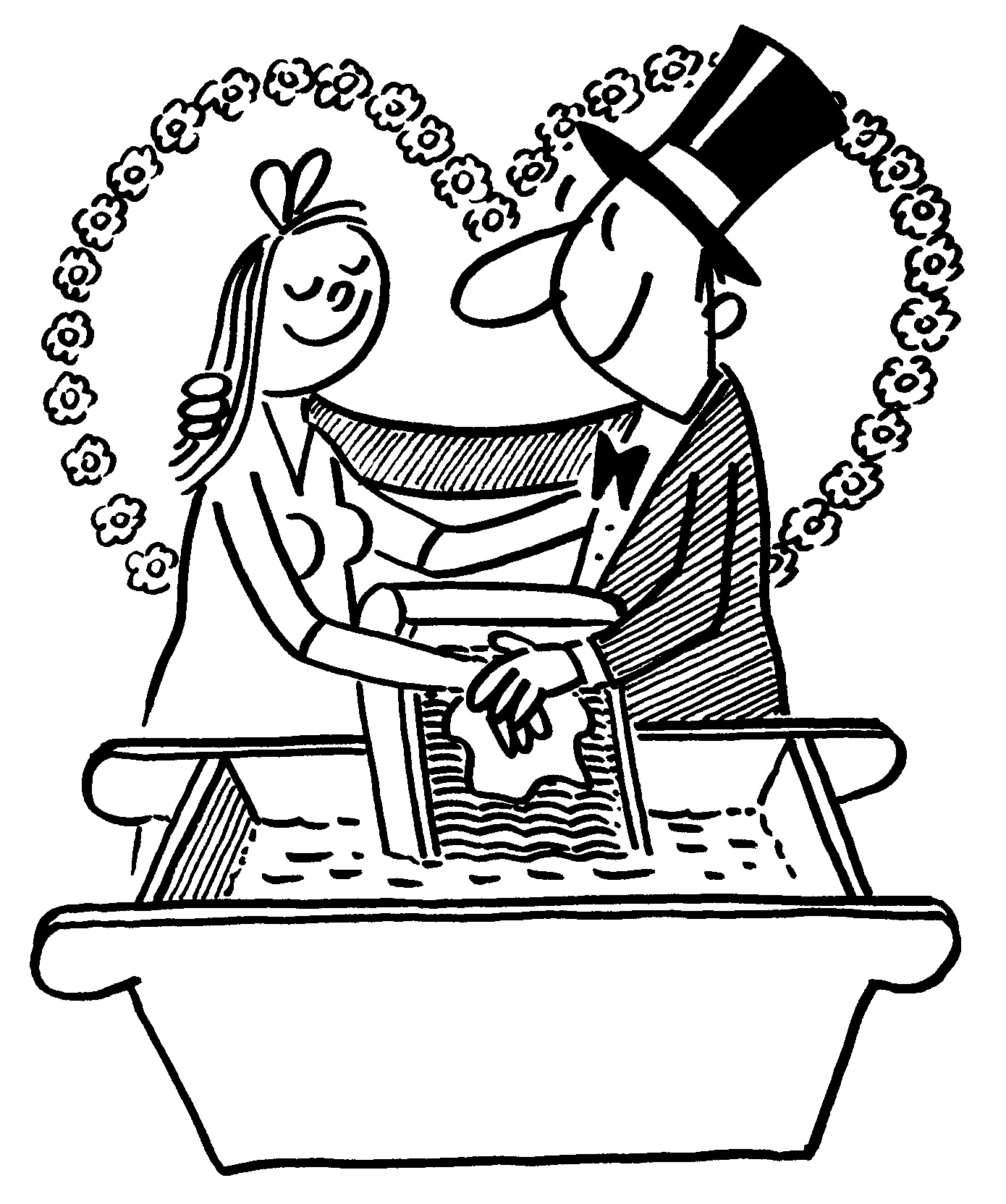
Manželství
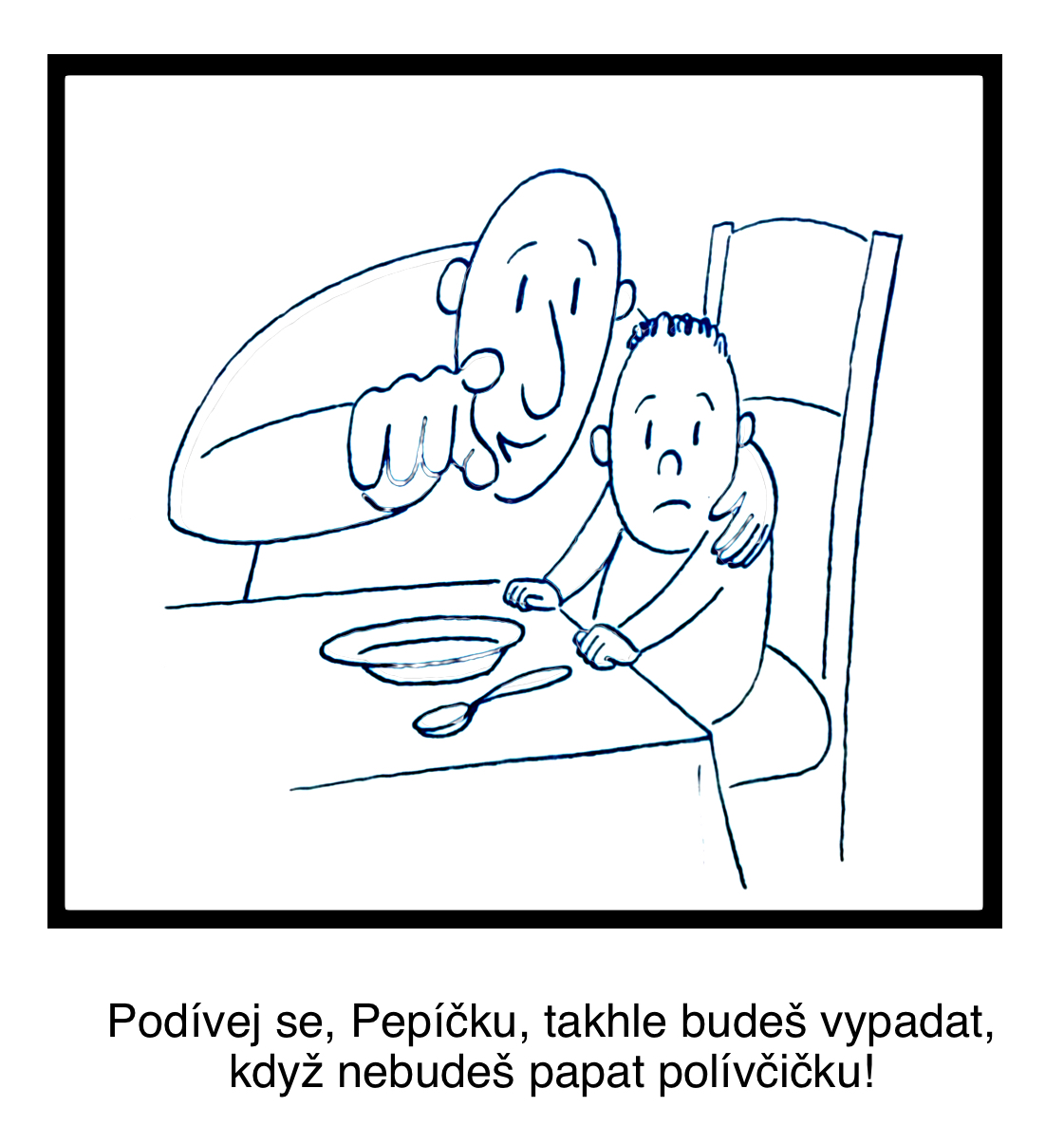
Dítě